# Красноярський сільський округ (Бородуліхинський район)
Красноя́рський сільський округ (каз. Қызылжар ауылдық округі, рос. Красноярский сельский округ) — адміністративна одиниця у складі Бородуліхинського району Абайської області Казахстану. Адміністративний центр — село Красний Яр.
Населення — 585 осіб (2021; 913 у 2009, 1389 у 1999, 2064 у 1989).
Станом на 1989 рік існували Красноярська сільська рада (села Красний Яр, Річне) та Уба-Форпостівська сільська рада (села Дев'ятка, Уба-Форпост) колишнього Новошульбинського району. 2013 року до складу округу була включена територія ліквідованого Уба-Форпостівського сільського округу (села Дев'ятка, Уба-Форпост). Село Дев'ятка було ліквідоване 2018 року.

## Склад
До складу округу входять такі населені пункти:
| Населений пункт   | Старі назви | Населення, осіб (1989) | Населення, осіб (1999) | Населення, осіб (2009) | Населення, осіб (2021) |
| ----------------- | ----------- | ---------------------- | ---------------------- | ---------------------- | ---------------------- |
| Дев'ятка, село    | -           | 278                    | 142                    | 50                     | -                      |
| Красний Яр, село  | -           | 696                    | 608                    | 478                    | 386                    |
| Річне, село       | -           | 207                    | 157                    | 116                    | 63                     |
| Уба-Форпост, село | -           | 883                    | 482                    | 269                    | 136                    |